# Golovinka (Sochi)
Golovinka (del ruso: Головинка) o Shejap (en adigué: Шэхап) es un microdistrito perteneciente al distrito de Lázarevskoye de la unidad municipal de la ciudad-balneario de Sochi del krai de Krasnodar del sur de Rusia. 
Está situado en la zona noroeste del distrito, junto a la desembocadura del río Shajé en el mar Negro. Sus principales calles son:  Dachnaya, Tsentralnaya, Matroskaya, Shturmanskaya, Pravdy, Lineinaya, Komunarov, Simferopolskaya, Kichmaiskaya, Torgovaya, Mostovaya y los callejones Lazurni, Shiroki, Cherkeski.

## Historia

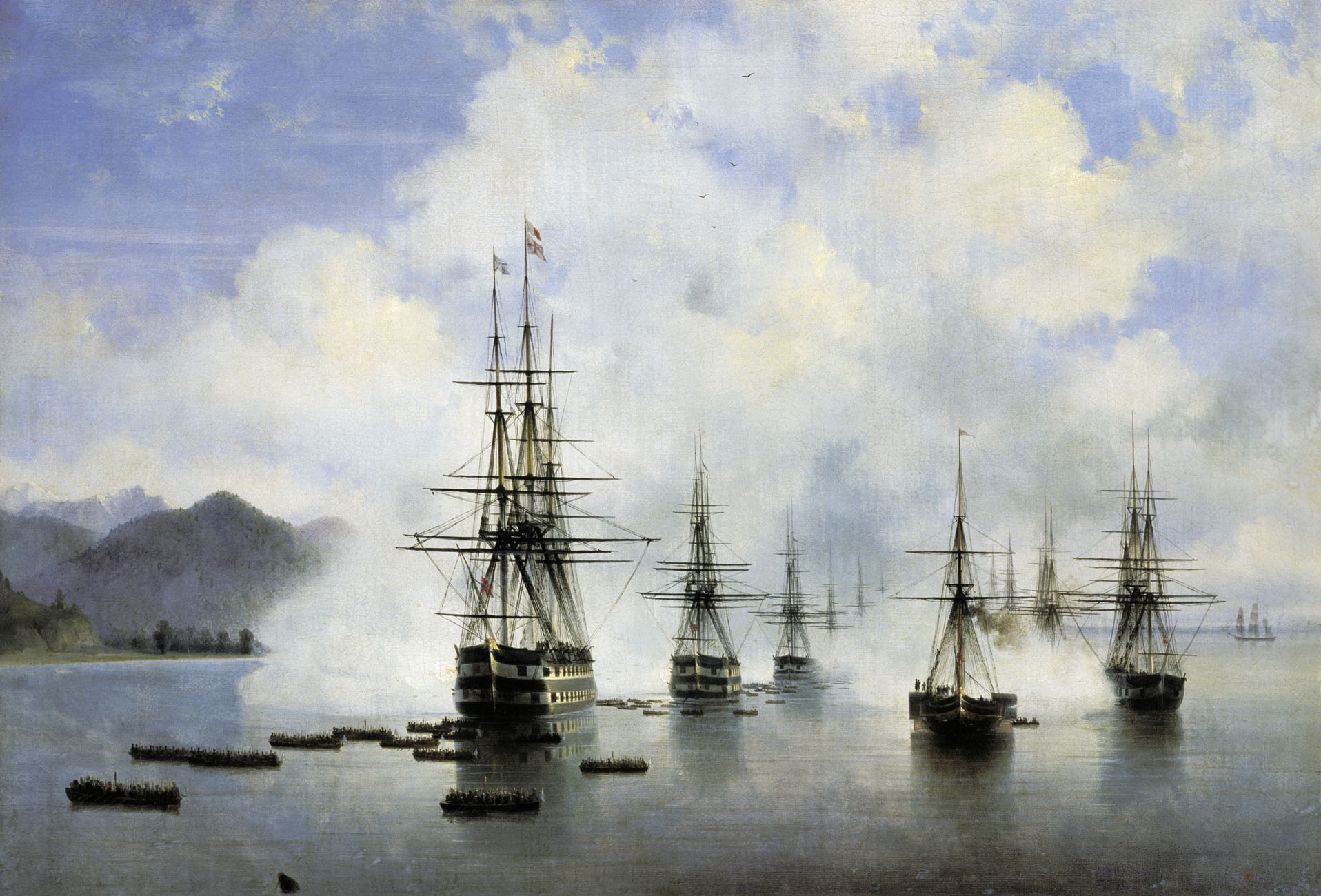
El desembarco en Subashi (1839), por Iván Aivazovski, que participó en él.

Se conoce la existencia de un asentamiento adigué shapsug denominado Subashi en la desembocadura del Shajé desde el siglo XVII. El río era frontera natural de este pueblo con el ubijo. Es nombrado por I. de Lucca en 1641 como Shubish.
El 3 de mayo de 1839, Nikolái Rayevski desembarcó con sus tropas de la flota del almirante Mijaíl Lázarev en Subashi en el marco de la guerra ruso-circasiana (1817-1864. Ese mismo año se construyó un fuerte denominado Golovin por el general Yevgueni Golovín (1782-1858). En esta campaña participaron varios decembristas como Aleksandr Odóyevski o Nikolái Lorer. El fuerte sería destruido en 1854 por motivos de estrategia militar. 
El posiólok Golovinka fue registrado como localidad del volost de Lázarevskoye del raión de Tuapsé del óblast de Kubán-Mar Negro el 26 de enero de 1923. Fue integrado en la ciudad en 1961.

## Transporte

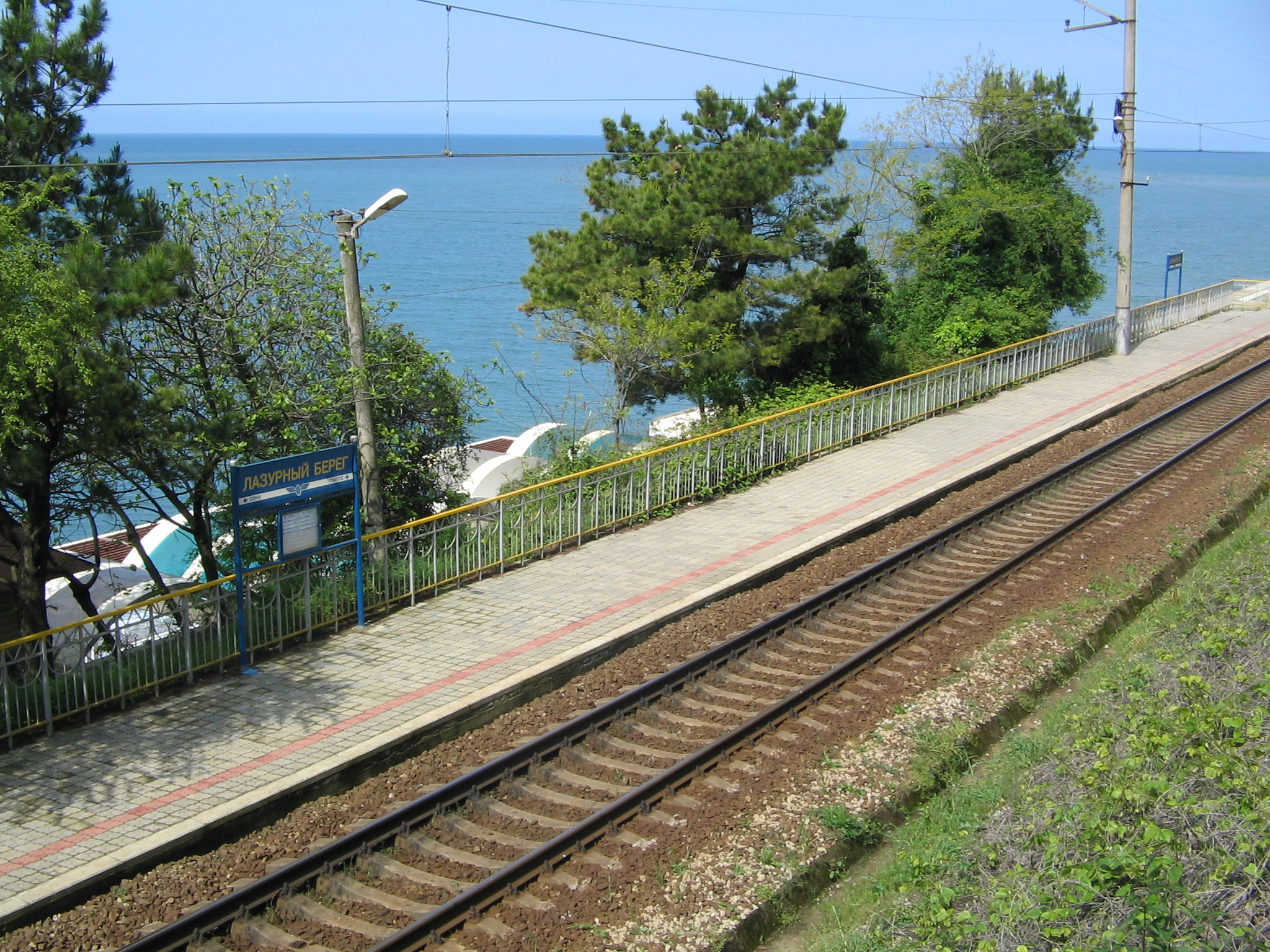
Plataforma ferroviaria Lazurni Bereg.

El microdistrito cuenta con dos plataformas ferroviarias (Lazurni Bereg y Golovinka) en la línea Tuapsé-Sujumi de la red del ferrocarril del Cáucaso Norte. Por la localidad pasa la  carretera federal M27 Dzhubga-frontera abjasa.

## Lugares de interés
Cabe destacar en la localidad el "Árbol de Tulipán" (Tiulpannoye derevo) y la iglesia de San Nino.